# SEAMEO
Die SEAMEO (Abkürzung für: Southeast Asia Ministers of Education Organization; zu Deutsch: Organisation der Südostasiatischen Bildungsminister) ist eine supranationale Regierungsorganisation der elf südostasiatischen Staaten. Begründet wurde sie 1965 durch zunächst sechs Länder. Die Aufgabe der SEAMEO besteht in der Förderung und Verbesserung der Zusammenarbeit dieser Staaten in den Bereichen Bildung, Wissenschaft und Kultur. Der Sitz des Sekretariates der SEAMEO befindet sich in Bangkok, Thailand. Amtierender Ratspräsident ist der thailändische Bildungsminister Teerakiat Jareonsettasin.

## Geschichte

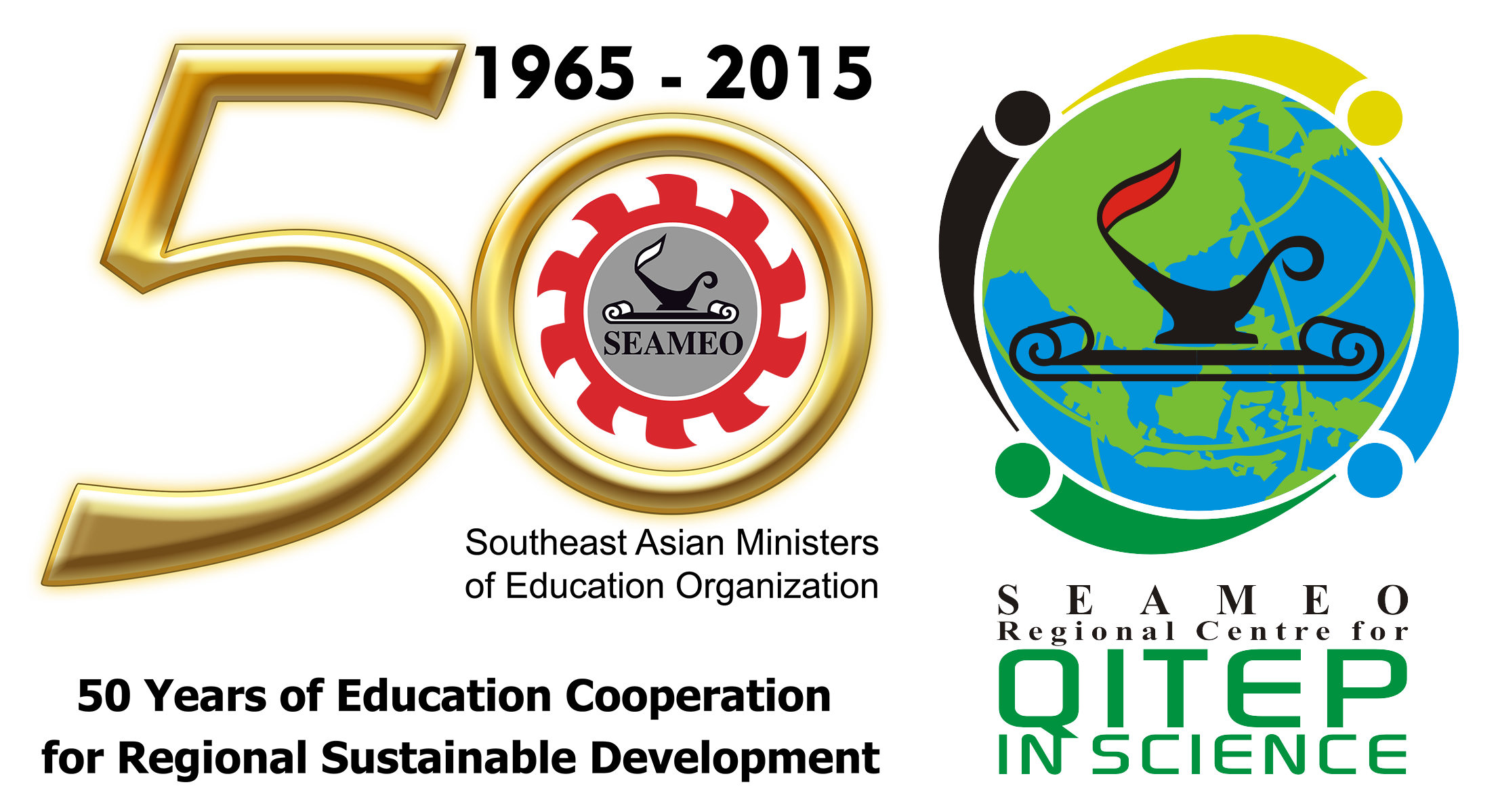
Logo des SEAMEO QUITEP in Science zum 50-jährigen Bestehen der SEAMEO

Die SEAMEO wurde am 30. November 1965 durch Laos, Malaysia, die Philippinen, Singapur, das damalige Südvietnam (1965–1975) sowie Thailand gegründet. Indonesien war kein Gründungsmitglied, nahm aber bereits an der zweiten Ministerkonferenz 1966 teil. Inzwischen haben sich auch Kambodscha (1971), Brunei-Darussalam (1984), Vietnam (1992), Myanmar (1998) und Ost-Timor (2006) angeschlossen. Assoziierungsabkommen bestehen mit Frankreich (1973), Australien (1973), Neuseeland (1973), Kanada (1988), der Bundesrepublik Deutschland (1990), den Niederlanden (1993), Norwegen (2005–2011), Spanien (2007) und Großbritannien (2013).
Bereits 1966 wurden die ersten Regionalzentren gegründet. Seither ist ihre Anzahl kontinuierlich ausgebaut worden, wobei in den ersten Jahren der Schwerpunkt im Aufbau medizinischer Zentren lag.

## Regionalzentren
Die SEAMEO verfügt inzwischen über 21 Fachinstitute – so genannte Regionalzentren – die Ausbildungs- und Forschungsprogramme in verschiedenen Bereichen der Bildung, Wissenschaft und Kultur durchführen.

Dies sind im Einzelnen (gegliedert nach dem Jahr der Gründung): 
- SEAMEO SEARCA (SEAMEO Regional Centre for Graduate Study and Research in Agriculture; deutsch: Regionalzentrum für Postgraduales Studium und Forschung in der Landwirtschaft), gegründet 1966, Sitz in Los Baños, Laguna, Philippinen. Das Zentrum hat die Aufgabe, den teilnehmenden Ländern qualitativ hochwertige Graduiertenstudien in der Landwirtschaft anzubieten, Forschungsprogrammen im Zusammenhang mit den Bedürfnissen und Problemen der südostasiatischen Region zu fördern, zu koordinieren und durchzuführen sowie die Erkenntnisse der landwirtschaftlichen Forschung zu verbreiten.[1]

- SEAMEO TROPMED Network (SEAMEO Tropical Medicine and Public Health Network; deutsch: Netzwerk für Tropenmedizin und Öffentliche Gesundheit), gegründet 1966, Sitz in Bangkok, Thailand. Es ist ein regionales Kooperationsnetzwerk für Bildung, Ausbildung und Forschung in der Tropenmedizin und der öffentlichen Gesundheit. Das Netzwerk legt seinen Arbeitsschwerpunkt auf die Hochschulbildung und Forschung in der Tropenmedizin und der öffentlichen Gesundheit. Die Aufgabe des Netzwerks liegt in der Gesundheitsförderung und darin, tropische Krankheiten und Probleme in der öffentlichen Gesundheit zu verhindern bzw. zu kontrollieren.[2]

- SEAMEO RECSAM (SEAMEO Regional Centre for Education in Science and Mathematics; deutsch: Regionalzentrum für die Bildung in Wissenschaft und Mathematik), gegründet 1967, Sitz in Penang, Malaysia. Das Zentrum wurde begründet, um die Bedürfnisse der Mitgliedsländer nach der Entwicklung von Wissenschafts-, Mathematik- und Technologie-Bildungsprogrammen zu befriedigen. Es sieht seine Aufgabe darin, die Qualität der Wissenschaft, der Mathematik und der Technologieausbildung in den SEAMEO-Mitgliedsländern zu sichern und zu verbessern.[3]

- SEAMEO TROPMED Malaysia (SEAMEO TROPMED Regional Centre for Microbiology, Parasitology and Entomology; deutsch: Regionalzentrum für Mikrobiologie, Parasitologie und Entomologie), gegründet 1967, angesiedelt am Institute for Medical Research in Kuala Lumpur. Das Institut ist eines von insgesamt dreien unter der Koordination des SEAMEO TROPMED Network. Es forscht zur Prävention und Bekämpfung von Krankheiten, bietet spezialisierte Ausbildungs-, Diagnose-, Beratungs- und Unterweisungsdienste an und fördert das Gesundheitsmanagement als gemeinsame Aufgabe der Regierungen, des Privatsektors, der Nichtregierungsorganisationen, der Gesellschaft und ihrer Einzelpersonen.[4]

- SEAMEO TROPMED Philippines (SEAMEO TROPMED Regional Centre for Public Health, Hospital Administration, Environmental and Occupational Health; deutsch: Regionalzentrum für öffentliche Gesundheit, Klinikverwaltung, Umwelt- und Arbeitsmedizin), gegründet 1967, angesiedelt am College of Public Health of the Universität der Philippinen in Manila, Philippinen. Dieses zweite der dem SEAMEO TROPMED Network angehörenden Institute betreibt Forschung und Ausbildung in den Bereichen Gesundheitswesen, ländliche Medizin, Krankenhausverwaltung, Umwelt- und Arbeitsschutz, Gesundheitspolitik und Gesundheitsmanagement.[5]

- SEAMEO TROPMED Thailand (SEAMEO TROPMED Regional Centre for Tropical Medicine; deutsch: Regionalzentrum für Tropenmedizin), gegründet 1967, angesiedelt an der Mahidol-Universität in Bangkok, Thailand. Das dritte Institut des SEAMEO TROPMED Networks bietet Schulungen zu endemischen tropischen Krankheiten, Parasitologie, Community Health und Präventivmedizin an. Es forscht über alternative Kontrollmaßnahmen von Krankheiten und Möglichkeiten zur Förderung eines gesunden Lebensstils. Ferner führt es Versuchsreihen mit neuen chemotherapeutischen Verbindungen und neuen Impfstoffen durch. Darüber hinaus bietet es die klinische Versorgung für Patienten mit tropischen Krankheiten an.[6]

- SEAMEO BIOTROP (SEAMEO Regional Centre for Tropical Biology; deutsch: Zentrum für tropische Biologie), gegründet 1968, Sitz in Bogor, Indonesien. Der Schwerpunkt der Arbeit liegt in der Biologie des Waldes, der Gewässer und der Schädlinge. Das Zentrum unterstützt Mitgliedsstaaten bei der Entwicklung von Fachwissens, um – unter besonderer Berücksichtigung der nachhaltigen Entwicklung tropischer Ökosysteme – alternative Ansätze oder Lösungen für kritische biologische Probleme in der Region zu finden.[7]

- SEAMEO RELC (SEAMEO Regional Language Centre; deutsch: Regionales Sprachzentrum), gegründet 1968, Sitz in Singapur. Das Zentrum bietet den Mitgliedsländern Fachwissen, Ausbildungseinrichtungen und Ausbildungsprogrammen zur Verbesserung der Fähigkeiten von Sprachspezialisten und Pädagogen an. Die Programme konzentrieren sich auf Wissensvermittlung und die pädagogische Disziplinen des Sprachunterrichts und -lernens.[8]

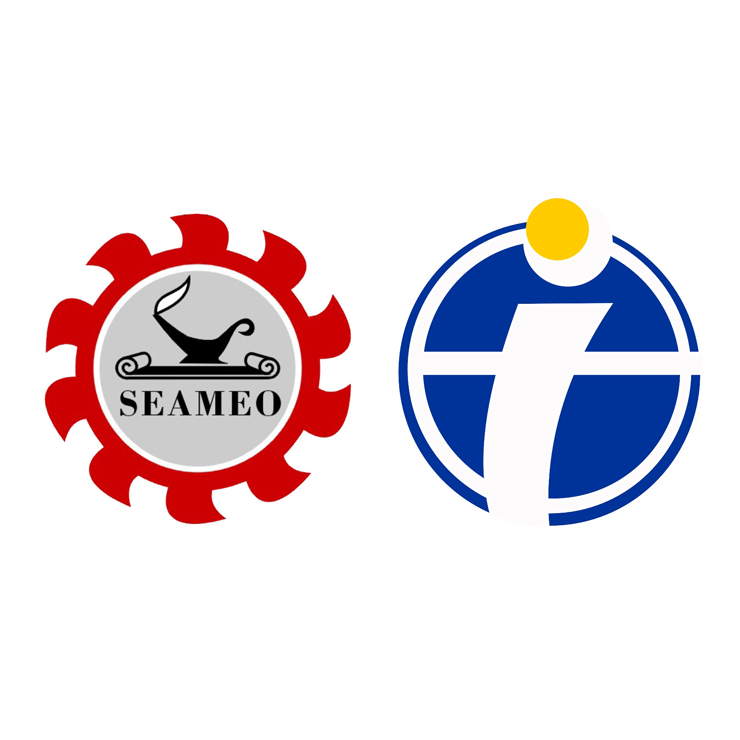
Logo des SEAMEO INNOTECH

- SEAMEO INNOTECH (SEAMEO Regional Centre for Educational Innovation and Technology; deutsch: Regionalzentrum für Innovation und Technologie in der Bildung), gegründet 1970, Sitz in Quezon City, Philippinen. Initiiert und verbreitet innovative und technologieorientierte Bildungsprogramme, die den Mitgliedsländern helfen, gemeinsame oder einzigartige Bildungsprobleme zu identifizieren und zu lösen.[9]

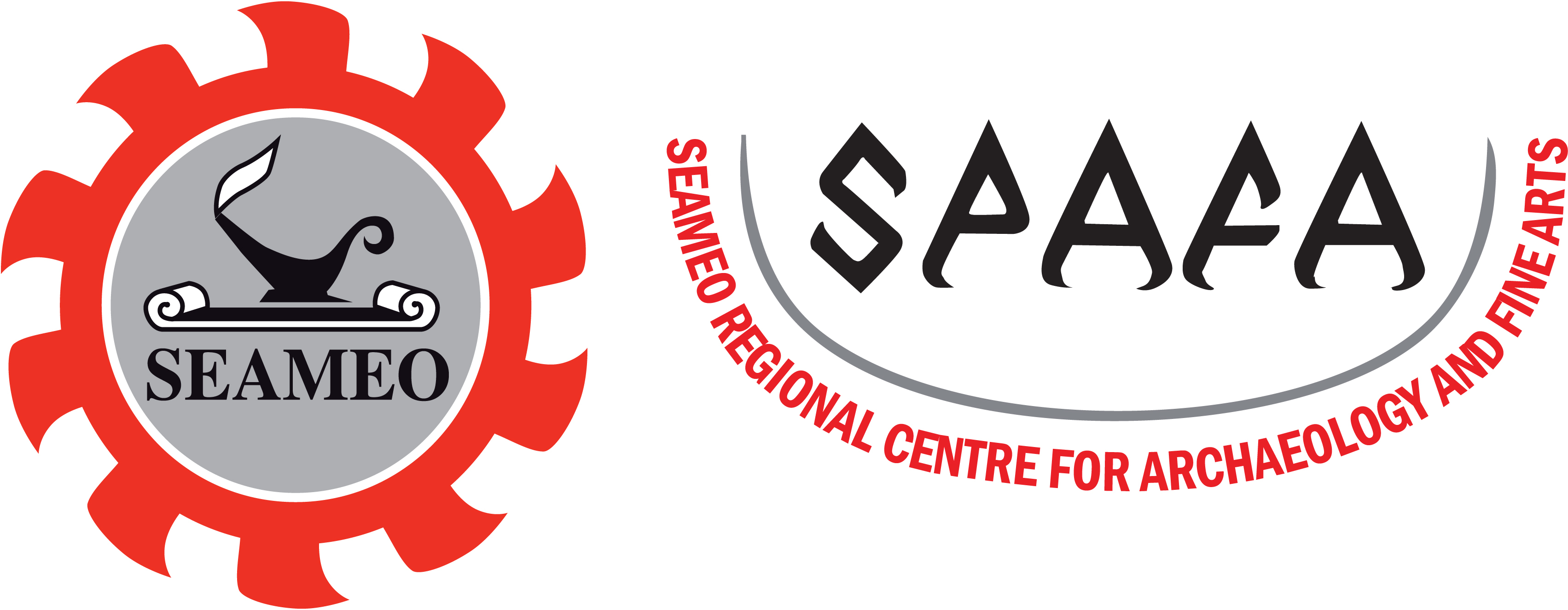
Logo des SEAMEO SPAFA

- SEAMEO SPAFA (SEAMEO Regional Centre for Archaeology and Fine Arts; deutsch: Regionalzentrum für Archäologie und Schöne Künste), gegründet 1978, Sitz in Bangkok, Thailand. SEAMEO SPAFA pflegt das Bewusstsein und die Wertschätzung des kulturellen Erbes. Das Zentrum fördert archäologische und kulturelle Aktivitäten in der Region sowie die fachliche Kompetenz in den Bereichen Archäologie und Bildende Kunst, um gegenseitiges Wissen und Verständnis unter den Mitgliedsländern voranzubringen.[10]

- SEAMEO VOCTECH (SEAMEO Regional Centre for Vocational and Technical Education and Training; deutsch: Regionalzentrum für berufliche und technische Bildung und Ausbildung), gegründet 1990, Sitz in Brunei Darussalam. SEAMEO VOCTECH soll das Management der beruflichen und technischen Aus- und Weiterbildung (VTET) in den Mitgliedsländern verbessern. Das Zentrum bemüht sich, diesbezüglich relevante Programme zu entwickeln und zu liefern.[11]

- SEAMEO RIHED (SEAMEO Regional Centre for Higher Education and Development; deutsch: Regionalzentrum für höhere Bildung und Entwicklung), gegründet 1993, Sitz in Bangkok, Thailand. SEAMEO RIHED spielt eine entscheidende Rolle im Aufbau der Mitgliedsländer im Bereich der Hochschulbildung. Es orientiert sich an den Bedürfnissen der Politik und Planung sowie der Verwaltung und des Managements der Hochschulbildung.[12]

- SEAMEO RETRAC (SEAMEO Regional Training Centre; deutsch: Regionales Ausbildungszentrum), gegründet 1996, Sitz in Ho Chi Minh City, Vietnam. Das Ausbildungszentrum unterstützt SEAMEO-Mitgliedsstaaten (vor allem Kambodscha, Laos und Vietnam), um gemeinsame Probleme in der Entwicklung von Humankapital zu identifizieren und zu lösen. Sein Spezialgebiet ist das Bildungsmanagement.[13]

- SEAMEO SEAMOLEC (SEAMEO Regional Open Learning Centre; deutsch: Regionalzentrum für Offenes Lernen), gegründet 1997, Sitz in Tangerang Selatan, Indonesien. SEAMOLEC unterstützt die Mitgliedsländer bei der Ermittlung von Bildungsproblemen und bei der Suche nach alternativen Lösungen für eine nachhaltige Entwicklung des Humankapitals durch die Verbreitung und effektive Nutzung von offenem Lernen und Fernunterricht.[14]

- SEAMEO CHAT (SEAMEO Regional Centre for History and Tradition; Regionalzentrum für Geschichte und Tradition), gegründet 2000, Sitz in Yangon, Myanmar. Das Zentrum fördert die Zusammenarbeit in der Geschichte und Tradition der SEAMEO-Mitgliedsländer durch Forschung, Personalentwicklung, Bildung und Vernetzung.[15]

- SEAMEO QITEP in Language (SEAMEO Regional Centre for Quality Improvement of Teachers and Education Personnel (QITEP) in Language; deutsch: Regionalzentrum für die Qualitätsverbesserung von Lehrern und Erziehungspersonal in den Sprachwissenschaften), gegründet 2009, Sitz in Jakarta, Indonesien. Das Zentrum bietet Kurse und Trainingsprogramme für Pädagogen und Lehrer an. Es fördert Programme und Aktivitäten zur Verbesserung der Qualität von Lehrkräften und Ausbildungspersonal im Bereich Sprache.[16]

- SEAMEO QITEP in Mathematics (SEAMEO Regional Centre for Quality Improvement of Teachers and Education Personnel (QITEP) in Mathematics; deutsch: Regionalzentrum für die Qualitätsverbesserung von Lehrern und Erziehungspersonal in der Mathematik), gegründet 2009, Sitz in Yogyakarta, Indonesien. QITEP für Mathematik bietet Kurse und Trainingsprogramme für Pädagogen und Lehrer an. Das Zentrum fördert Programme und Aktivitäten zur Verbesserung der Qualität der Lehrer und des Bildungspersonals in allen Bereichen der Mathematik.[17]

- SEAMEO QITEP in Science (SEAMEO Regional Centre for Quality Improvement of Teachers and Education Personnel (QITEP) in Science; deutsch: Regionalzentrum für die Qualitätsverbesserung von Lehrern und Erziehungspersonal in den Wissenschaften), gegründet 2009, Sitz in Bandung, Indonesien. Das Zentrum bietet Kurse und Trainingsprogramme für Pädagogen und Lehrer an. Es fördert Programme und Aktivitäten zur Verbesserung der Qualität von Lehrkräften und Ausbildungspersonal in den Bereichen der Wissenschaft.[18]

- SEAMEO SEN (SEAMEO Regional Centre for Special Education; deutsch: Regionalzentrum für spezielle Bildung), gegründet 2009, Sitz in Melaka, Malaysia. SEN ist spezialisiert einerseits auf Bildung, die den Bedürfnisse von Kindern mit unterschiedlichen Behinderungen gerecht wird und auf der anderen Seite auf Bildung, die den Bedürfnisse der begabten und talentierten Kinder entspricht.[19]

- SEAMEO RECFON (SEAMEO Regional Centre for Food and Nutrition; deutsch: Regionalzentrum für Nahrungsmittel und Ernährung), gegründet 2010, Sitz in Jakarta, Indonesien. SEAMEO RECFON will ein Qualitätszentrum in der Personalentwicklung im Bereich der Nahrung und Ernährung in Südostasien sein. Seine Arbeit besteht in Forschung, Bildung, Aufbau von Kapazitäten und Informationsverbreitung.[20]

- SEAMEO CELLL (SEAMEO Regional Centre for Lifelong Learning; Regionalzentrum für Lebenslanges Lernen), gegründet 2011, Sitz in Ho Chi Minh City, Vietnam. Das CELLL ist spezialisiert auf Forschung und Ausbildung zum lebenslangen Lernen als Basis für die künftige pädagogische Entwicklung. Es wird erwartet, dass das Zentrum eine wichtige Funktion bei der Stärkung der Verbindungen zwischen Asien und Europa bezüglich der Förderung des lebenslangen Lernens haben wird.[21]